# Spodnja Sava
Spodnja Sava este o arie protejată (arie specială de conservare — SAC, sit de importanță comunitară — SCI) din Slovenia întinsă pe o suprafață de 117,58 ha, integral pe uscat.

## Localizare
Centrul sitului Spodnja Sava este situat la coordonatele 46°52′34″N 15°39′01″E / 46.8762°N 15.6504°E.

## Înființare
Situl Spodnja Sava a fost declarat sit de importanță comunitară în martie 2016 pentru a proteja 1 specie de animale. Situl a fost protejat și ca arie specială de conservare în decembrie 2017.

## Biodiversitate
Situată în ecoregiunea continentală, aria protejată nu include niciun habitat protejat.
La baza desemnării sitului se află o specie protejată de  pești: Rutilus pigus.